# Panasonic Lumix DC-GH5
Panasonic Lumix DMC-GH4
Le Panasonic Lumix DC-GH5 est un appareil photographique numérique de type hybride au format micro 4/3 annoncé par Panasonic le 4 janvier 2017.
Il est le premier appareil hybride du monde capable de filmer en 4K 10 bits couleur et 4:2:2, ou en 4 K 60p ou 50p (sur 8 bits).